# Pittolo
Pittolo è una frazione del comune italiano di Piacenza, in provincia di Piacenza.
Nel 2015 contava 774 abitanti.

## Geografia fisica
Il centro abitato è sito a 76 m s.l.m., in prossimità del colatore Rifiuto.

## Storia
Le prime note documentali su Pittolo risalgono al 418 d.C., anno in cui, secondo il Campi, fu eretta una chiesa dedicata a Sant'Antonino nel Villaggio di Plettoli.
Nell'808 Carlo Magno concesse al vescovo di Piacenza Giuliano l'organizzazione di tre mercati presso la città, tra cui uno nel villaggio di Plettoli in occasione della festa di san Lorenzo.
Nell'872 l'imperatore Ludovico II il Giovane rinnovò la concessione al vescovo di Piacenza dei diritti su tre mercati che si tenevano presso la città di Piacenza con cadenza annuale, tra i quali quello di san Lorenzo a Pittolo.
Nell'881 fu costruita una prima chiesa all'interno del centro abitato. Nel 1056 l'edificio religioso entrò a far parte delle proprietà dei canonici della basilica di Sant'Antonino di Piacenza, desiderosi di ottenere il controllo sulla fiera che veniva organizzata in loco.
Nel 1218 Franca da Vitalta fondò, presso Pittolo, un monastero, detto di santa Maria del terzo passo. con allusione al fatto che quello fosse il terzo monastero fondato dalla religiosa, dopo quelli di Montelana di Morfasso e Vallera. La religiosa morì a Pittolo il 25 aprile dello stesso anno. A seguito di ciò, alla guida del monastero di Pittolo le subentrò la prediletta Carenzia Visconti.
A partire dal 1806, con l'istituzione della Mairie francese e dopo che, con un decreto napoleonico, nel 1812 la città di Piacenza era stata limitata alla circonvallazione attorno alle mura, Pittolo entrò a far parte del comune di Sant'Antonio a Trebbia.
Con la soppressione del comune di Sant'Antonio a Trebbia, avvenuta nel 1923, Pittolo diventò frazione di Piacenza.

## Monumenti e luoghi d'interesse
- Chiesa parrocchiale di sant'Antonino Martire: costruita a partire dal 1664, presenta una facciata in stile neoclassico a capanna, caratterizzata da due ordini di quattro lesene tuscaniche che, a loro volta, reggono cornici spezzate in aggetto. Sono presenti, all'interno di nicchie a tutto sesto una statua di san Pietro e una di san Paolo, mentre, in posizione centrale si trova il portale d'ingresso al di sopra del quale è presente una lunetta decorata con un bassorilievo in pietra rappresentante sant'Antonino All'interno sono presenti quattro cappelle laterali le cui decorazioni risalgono al periodo compreso tra il termine del XVII secolo e i primi anni del XVIII secolo[11].

## Società

### Religione
Il centro abitato è sede di una parrocchia della diocesi di Piacenza-Bobbio.

## Infrastrutture e trasporti
Il centro abitato è lambito dalla strada statale 45 di Val Trebbia, da cui si dirama una strada comunale chiamata via Galileo Galilei che permette l'accesso alla frazione.